# ハリセンボンの「かっぽじ気分」
ハリセンボンの「かっぽじ気分」(ハリセンボンの「かっぽじきぶん」)は、2024年10月5日(土曜日)からJFNの一部局で放送されている番組。

## 概要
芸歴20周年を迎えるハリセンボンの耳をかっぽじって聞いてほしい情報満載の初の冠レギュラーラジオ。

## ネット局
放送時間の早い順から記載。ネット局は全局「radiko」・「radikoプレミアム」で聴取可能。2025年6月現在、20局で放送されている。

### 現在
| 放送対象地域   | 放送局名                         | 放送時間               | 備考         |
| -------------- | -------------------------------- | ---------------------- | ------------ |
| 宮城県         | エフエム仙台（Date fm）          | 毎週土曜 8:30 - 8:55   |              |
| 栃木県         | エフエム栃木 (RADIO BERRY)       | 毎週土曜 9:00 - 9:30   |              |
| 大分県         | エフエム大分（Air-Radio FM88）   | 毎週土曜 11:00 - 11:30 |              |
| 宮崎県         | エフエム宮崎（JOY FM）           | 毎週土曜 12:25 - 12:50 |              |
| 岐阜県         | エフエム岐阜（FM GIFU）          | 毎週日曜 8:00 - 8:30   | 基本放送時間 |
| 岡山県         | 岡山エフエム放送（FM OKAYAMA）   | 毎週日曜 8:00 - 8:30   | 基本放送時間 |
| 広島県         | 広島エフエム放送 （HFM）         | 毎週日曜 8:00 - 8:30   | 基本放送時間 |
| 香川県         | エフエム香川（FM香川）           | 毎週日曜 8:00 - 8:30   | 基本放送時間 |
| 熊本県         | エフエム熊本（FMK）              | 毎週日曜 8:00 - 8:30   | 基本放送時間 |
| 愛知県         | エフエム愛知（FM aichi）         | 毎週日曜 8:00 - 8:30   | 基本放送時間 |
| 三重県         | エフエム三重（レディオキューブ） | 毎週日曜 8:00 - 8:30   | 基本放送時間 |
| 岩手県         | エフエム岩手（FM IWATE）         | 毎週日曜 8:00 - 8:30   | 基本放送時間 |
| 山形県         | エフエム山形 (Rhythm Station)    | 毎週日曜 8:30 - 8:55   |              |
| 福井県         | 福井エフエム放送（FM FUKUI）     | 毎週日曜 9:00 - 9:30   |              |
| 長野県         | 長野エフエム放送（FM-NAGANO）    | 毎週日曜 9:00 - 9:30   |              |
| 群馬県         | エフエム群馬（FM GUNMA）         | 毎週日曜 18:00 - 18:30 |              |
| 新潟県         | エフエムラジオ新潟（FM-NIIGATA） | 毎週火曜 21:00 - 21:25 |              |
| [ 注 1 ]       | InterFM897（interFm）            | 毎週水曜 23:00 - 23:30 |              |
| 鳥取県・島根県 | エフエム山陰 (V-air)             | 毎週木曜 20:30 - 21:00 |              |
| 長崎県         | エフエム長崎（FM Nagasaki）      | 毎週金曜 12:00 - 12:30 |              |